# Diestrammena crenata
Diestrammena crenata is een rechtvleugelig insect uit de familie grottensprinkhanen (Rhaphidophoridae). De wetenschappelijke naam van deze soort is voor het eerst geldig gepubliceerd in 2005 door di Russo & Rampini.